# Sterick Building
El Sterick Building es un edificio de oficinas de la ciudad de Memphis, en el estado de Tennessee (Estados Unidos). Fue diseñado por Wyatt C. Hedrick & Co., y se completó en 1930; su nombre es una contracción de los nombres de los propietarios originales, R.E. Sterling y Wyatt Hedrick. Es una torre de estilo gótico, 111 m de altura con 29 pisos. Cuando se inauguró en 1930, se lo llamó el edificio más alto del sur de Estados Unidos. Fue el edificio más alto de Tennessee hasta 1957. Ahora es el quinto edificio más alto de Memphis. Se encuentra en la esquina de Madison Avenue y North B.B. King Boulevard.

## Historia
Una vez llamada "la Reina de Memphis" y "el edificio más complejo y fabuloso de Memphis", el Sterick Building presentaba una aguja de piedra blanca rematada con un techo de tejas verdes; su propio banco, farmacia, peluquería y salón de belleza; y oficinas de agentes de bolsa. Los tres primeros pisos se realizaron con granito y piedra caliza. Desde el vestíbulo, que se decía que "rivalizaba con la belleza de un castillo árabe", sus ocho ascensores de alta velocidad transportaban a los más de 2.000 trabajadores e invitados del edificio a los pisos superiores, incluido el restaurante Regency Room en el piso superior.
El arrendamiento original de la tierra para la propiedad, que data de fines de la década de 1920, requería que el pago mensual de 1.500 dólares se pagara en moneda de oro "de peso y finura estándar o su equivalente". Una demanda fallida de 1975 por parte de los terratenientes buscó recalcular la renta al precio actual del oro en ese momento, o aproximadamente 13.500 dólares por mes.
Fue el edificio más alto de Tennessee entre 1930 y 1957, cuando fue superado por la Life & Casualty Tower de Nashville. Siguió siendo el edificio más alto de Memphis hasta 1965, cuando fue superado por el 100 North Main, que sigue siendo el más alto de la ciudad. El exterior se pintó de blanco por primera vez en 1957.
El edificio comenzó a declinar en la década de 1960 y, a pesar de una serie de modificaciones (incluido el repintado de su blanco y verde original a amarillo y tostado), ha estado vacío desde la década de 1980. Fue agregado al Registro Nacional de Lugares Históricos en 1978.
En 1982, la fachada se pintó en tonos de amarillo y marrón.

### sigloXXI
En 2006, la Comisión del Centro de la Ciudad de Memphis colocó el Sterick Building en su lista de "Diez mejores sitios de remodelación del centro de la ciudad". Criterios para la inclusión en esta lista incluye:
La propiedad de 32.598 m² fue tasada en 419.200 dólares en 2005.
Si bien se ha expresado el deseo local de ver el edificio remodelado, también se han notado las dificultades de la empresa, incluido el gran tamaño de la propiedad, la altura de las placas del piso, la falta de conductos adecuados, problemas ambientales y la necesidad de llevar el edificio a los estándares sísmicos actuales.
Otras complicaciones hacia la remodelación incluyen enredos legales relacionados con el arrendamiento del terreno. El Sterick Building es una propiedad de arrendamiento de terrenos en la que los constructores originales alquilaron el terreno en el que se encuentra el edificio durante 99 años sin comprar el terreno directamente Sterick Building  El terreno y el edificio se poseen actualmente por separado. Ese contrato de arrendamiento entró en vigor el 1 de mayo de 1926 y expirará por ende el 30 de abril de 2025. El terreno es propiedad de The Sterick LLC y el arrendamiento del edificio está en manos de AXA Equitable Life Insurance Company. 
Reconociendo las dificultades de la remodelación de un edificio tan grande, los conservacionistas locales también han expresado su optimismo de que un auge de la remodelación en el centro de Memphis, particularmente junto con el creciente crecimiento residencial en el vecindario, puede hacer que el Sterick Building, con su altura y vistas sobre el río Misisipi, un candidato para la conversión residencial a apartamentos o condominios. Los conservacionistas también han notado la posibilidad de créditos fiscales y posibles servidumbres de conservación para los desarrolladores.

## Galería

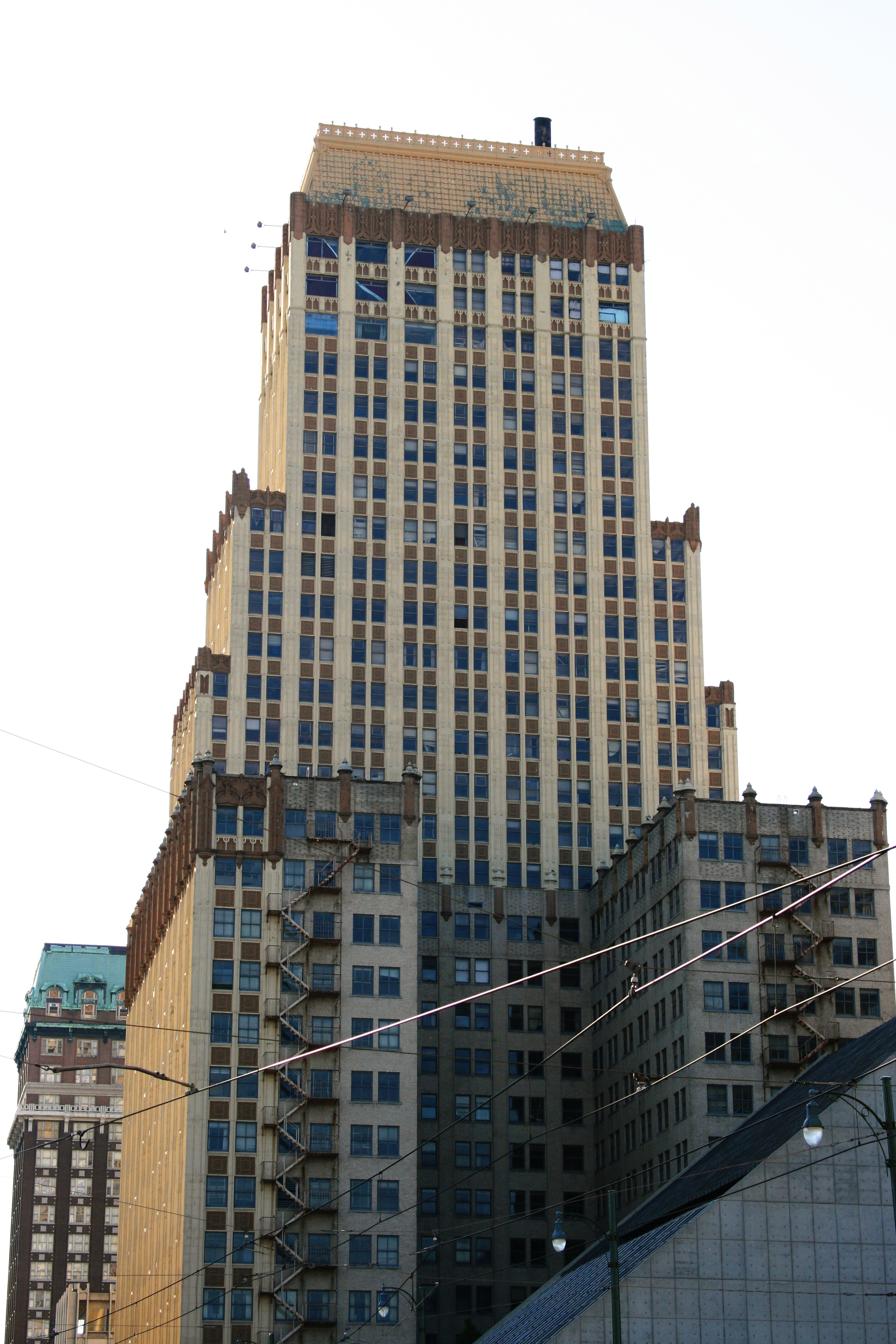
Vista desde la Avenida Madison
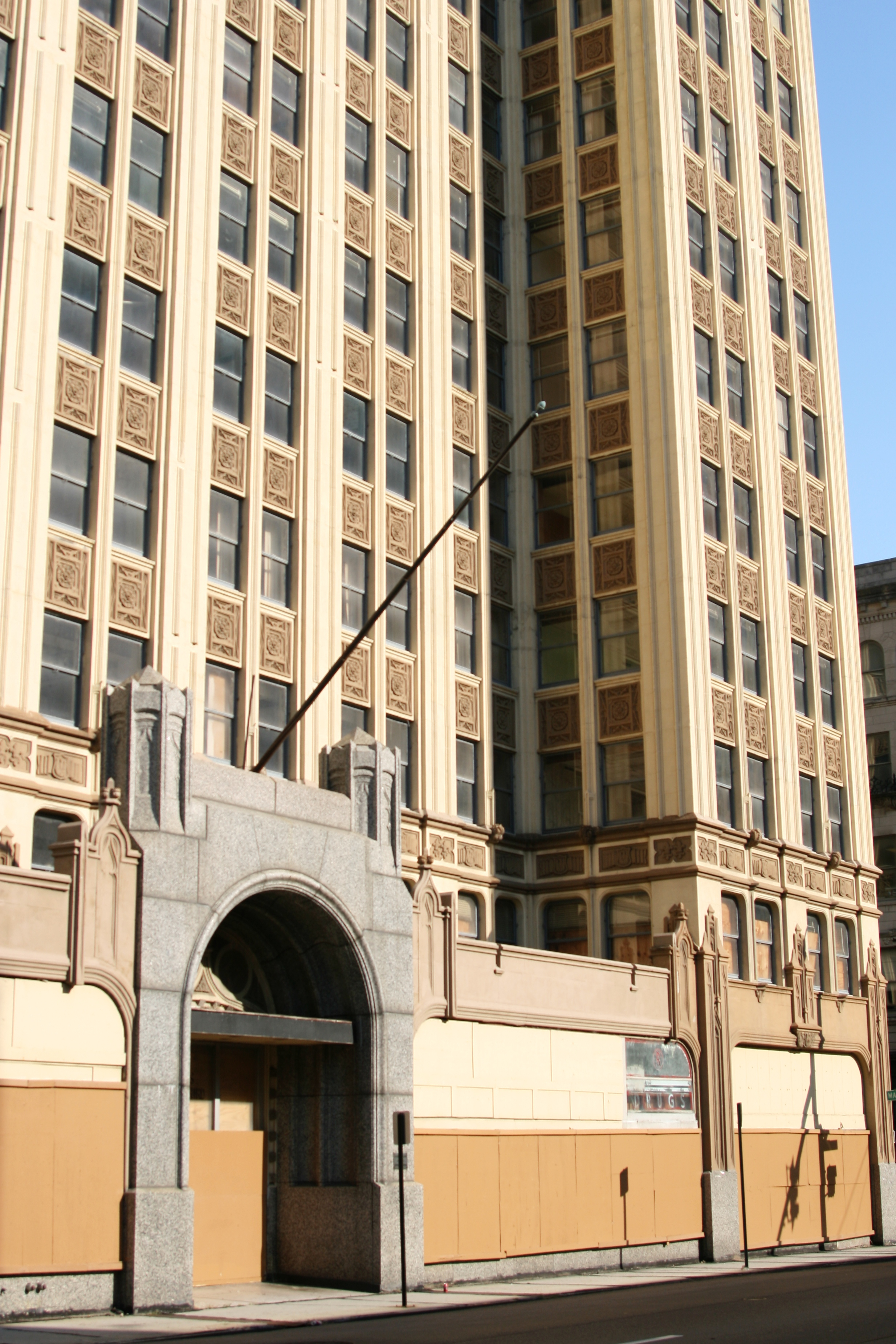
Entrada principal
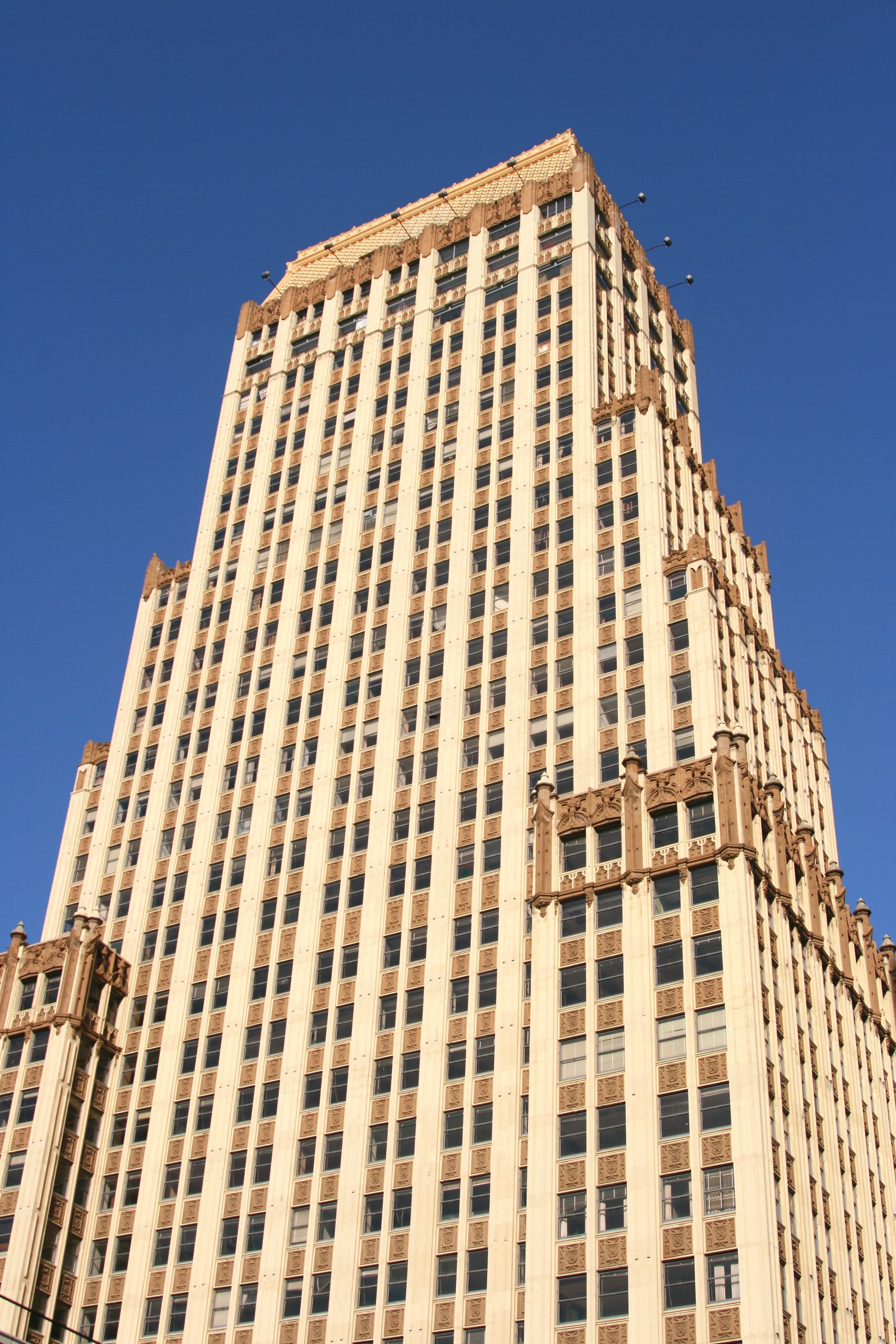
Fachada principal en el B.B. King Boulevard